# Oberbreitenau

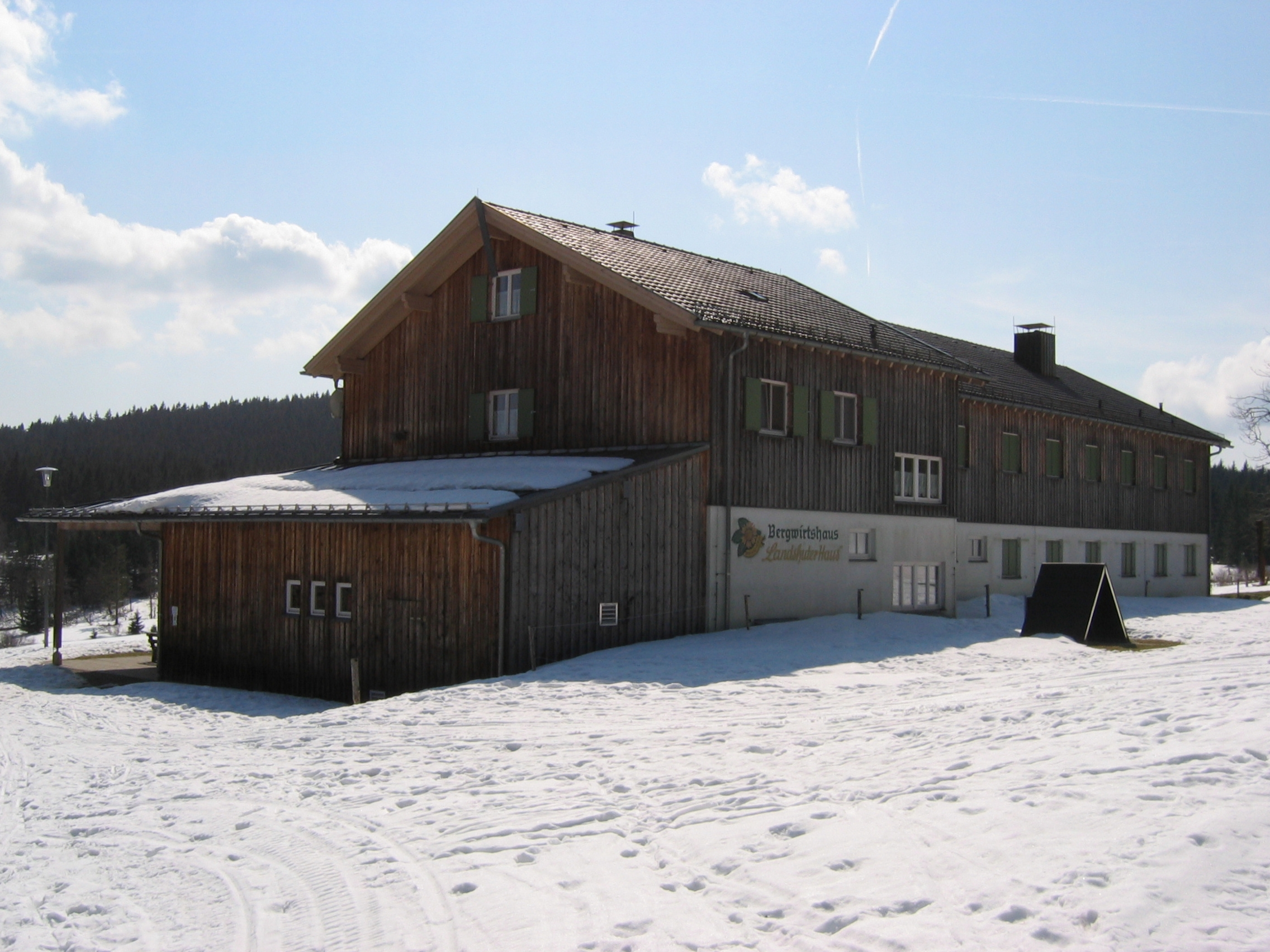
Landshuter Haus

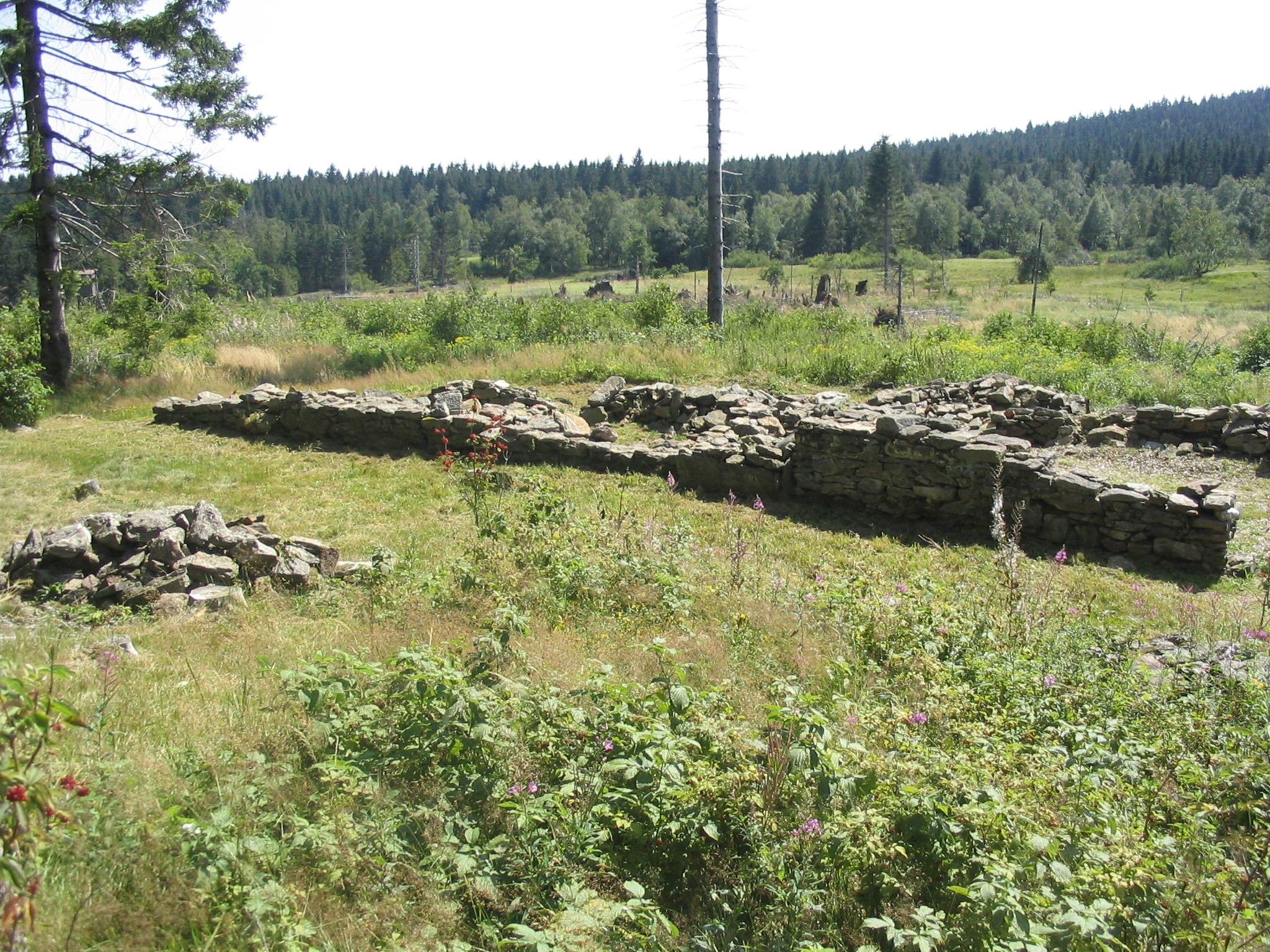
Überreste des Dorfes

Oberbreitenau bezeichnet eine Hochebene im Vorderen Bayerischen Wald und auch die dort befindliche Wüstung, ein Gemeindeteil auf der Gemarkung Habischried der Gemeinde Bischofsmais im Landkreis Regen.
Die 300 bis 500 Meter breite Hochebene, die auch kurz Breitenau genannt wird, liegt in über 1000 Metern Höhe zwischen dem Breitenauriegel und dem Geißkopf. Die Heide- und Moorlandschaft wird von Jahresniederschlägen von 1200 bis 1400 Millimetern geprägt, seit 1982 ist die Hochmoorfläche im Kern des Gebietes ein Naturdenkmal.

## Geschichte
Das von Philipp Apian im 16. Jahrhundert Praittenaw Campus („Feld Breitenau“) genannte Gebiet ließ ein auf der Burg Weißenstein residierender Degenberger Burgherr 1585 roden und neun Gebäude errichten.
350 Jahre lang existierte das Bergbauerndorf Oberbreitenau, zugleich die höchstgelegene Siedlung im Vorderen Bayerischen Wald. Ein Bauer besaß zunächst etwa 7 Hektar einmahdige Wiesen, auf denen er zehn Stück Vieh halten konnte. Angebaut wurde meist etwas Getreide, besonders Hafer, sowie Flachs, Kraut und Rüben. Etwas Nebenverdienst brachte die Aschenbrennerei für die Glashütte im nahe gelegenen Dorf Unterbreitenau, doch 1755 wurde die Unterbreitenauer Glashütte stillgelegt. 
1816 zählte Oberbreitenau 12 Häuser, in denen 14 Familien wohnten, 1832 lebten hier 80 Einwohner. Insgesamt wurden 190,3 Hektar bewirtschaftet, durchschnittlich 23,8 pro Hof, dazu die Ortsgemeindeflur mit 19,8 Hektar. Bei der Volkszählung 1871 war der Weiler ein Ort der Gemeinde Habischried und hatte 60 Einwohner. Er gehörte zur katholischen Pfarrei in Bischofsmais und zum Sprengel der Schule in Bischofsmais.
In den 1920er Jahren erwarb der Freistaat Bayern die zum Teil bereits verlassenen Anwesen. 1925 verkaufte Matthias Greil als Letzter seinen Hof und seinen Anteil an der gemeindlichen Weidefläche an Bayern. Der größte Teil der ehemals landwirtschaftlich genutzten Flächen wurde aufgeforstet. Von 1936 bis 1939 wurde die Oberbreitenau als Segelflugplatz genutzt.
Erhalten blieb nur der ehemalige Greilhof. Dieser diente unter dem Namen „Landshuter Haus“ der Sektion Landshut des Bayerischen Wald-Vereins und ab 1959 der Sektion Deggendorf als Unterkunftshaus, bis er am 5. September 1965 niederbrannte. Der 1969 errichtete Neubau wurde zur Hälfte von der Waldvereinssektion, zur anderen Hälfte vom Deutschen Jugendherbergswerk bewirtschaftet. Im Zuge der Gebietsreform in Bayern wurde die Gemeinde Habischried zum Ende des Jahres 1971 aufgelöst und am 1. Januar 1972 nach Bischofsmais eingemeindet.
Als sich 1998 das Jugendherbergswerk zurückzog, wurde das Landshuter Haus 1999 zu einer modernen Berghütte umgebaut. Die in den Jungschonungen verborgenen Ruinen der Häuser wurden wieder freigelegt. Die Moorlandschaft auf der Oberbreitenau ist auch wegen ihrer seltenen Pflanzen bekannt, besonders wegen des Vorkommens des Karlszepters.
Die Oberbreitenau ist auf dem Fußweg von Unterbreitenau aus und auch mit der Geißkopfbahn zu erreichen.

## Persönlichkeiten
Der Reichstagsabgeordnete Franz Xaver Greil (1819–1871) wurde in Oberbreitenau geboren.